# Acrokeratosis verruciformis
Die Acrokeratosis verruciformis ist eine seltene angeborene Hauterkrankung mit einer bereits bei Kindern beginnenden, die unteren Extremitäten betreffenden Verhornungsstörung und flachwarzenartigen Veränderungen.
Inwieweit es sich um eine eigenständige Erkrankung oder lediglich um eine Variante des Morbus Darier handelt, wird nicht einheitlich behandelt.
Synonyme sind: Hopf-Keratose; Hopf-Syndrom; Acrokeratosis verruciformis Hopf
Die Bezeichnung bezieht sich auf den Autoren der Erstbeschreibung aus dem Jahre 1931 durch Gustav Hopf.

## Verbreitung
Die Häufigkeit ist nicht bekannt, die Vererbung erfolgt autosomal-dominant.

## Ursache
Der Erkrankung liegen Mutationen im ATP2A2-Gen auf Chromosom 12 Genort q24.11 zugrunde, welches für die sarco(endo)plasmic reticulum Ca2+ ATPase2 (SERCA2) kodiert.
Dieses Gen ist auch beim Morbus Darier betroffen, so dass es sich um allele Erkrankungen handeln dürfte.
Anscheinend liegen unterschiedliche Mutationen vor.

## Klinische Erscheinungen
Klinische Kriterien sind:
- Beginn in den ersten Lebensjahren
- Verhornungsstörung mit Plattwarzen (Verruca plana)
- Untere Extremität betroffen
- ähnlich dem Morbus Darier, aber mildere Form ohne Dyskeratosen und ohne Akantholysen

Möglich ist die Entwicklung eines Plattenepithelkarzinomes.

## Differentialdiagnose
Abzugrenzen sind neben dem Morbus Darier Flachwarzen bei Jugendlichen, Stachelwarzen, Epidermodysplasia verruciformis, Lichen ruber planus, Akrokeratoelastoidose, Porokeratosen und Stukko-Keratosen.